# Boukha
La boukha (arabe : بوخة) est une eau-de-vie de figues originaire de Tunisie.

## Étymologie
Le mot boukha signifierait « vapeur d'alcool » en dialecte judéo-tunisien ou judéo-berbère.

## Histoire
Distillée pour la première fois de manière industrielle à la fin du XIXe siècle à l'initiative d'un Juif tunisien, Abraham Bokobsa, dans son usine de La Soukra, elle est obtenue par distillation naturelle de figues, principalement originaires de Tunisie et de Turquie, et sa production tunisienne atteint 3 415 hectolitres en 1980.
S'il a existé des distilleries à Djerba jusqu'au début des années 1960, il ne reste plus en 2020 que les usines Bokobza à La Soukra et Habib à Ben Arous.
En 2018, l'artiste Amram Haddad présente une installation artistique réalisée avec des bouteilles de boukha dans le cadre d'une exposition organisée au musée des Civilisations de l'Europe et de la Méditerranée à Marseille.

## Consommation
Titrée entre 36 et 40 degrés d'alcool et cacher (sous le contrôle du rabbinat), la boukha peut servir de base à de nombreux cocktails, parfumer les salades de fruits ou se boire en digestif ou en apéritif.
Elle est aussi consommée à l'occasion du pèlerinage de la Ghriba ou de la Hiloula du rabbin Haï Taïeb Lo Met. La boukha a également été consommée en Libye.

## Distilleries
Des dizaines de distilleries ont existé à travers la Tunisie dont :
- Asfour[2] ;
- Bessis[2] ;
- Bokobza (fondée en 1870[10])[2] ;
- Habib[2] ;
- Kabla[5] ;
- Ktorza[2] ;
- Nadhour[2] ;
- Zana[2].